# بسط دوجمله‌ای

معادل هندسی بسط دوجمله‌ای، تا توان چهار. به عنوان مثال، مساحت مربعی به ضلع a+b برابر مجموع مساحت یک مربع به ضلع a، دو مستطیل به طول a و عرض b، و یک مربع به ضلع b است:.

در ریاضیات و جبر مقدماتی، قضیهٔ بسط دو جمله‌ای (به انگلیسی: Binomial theorem or binomial expansion) گسترش جبری توان‌های دو جمله‌ای را توصیف می‌کند. بنابراین قضیه؛ می‌توان چندجمله‌ای‌های {\displaystyle (x+y)^{n}} را به صورت a xb yc گسترش داد: در حالی‌که b و c اعداد حسابیِ غیر انتزاعی هستند و نیز ، b + c = n و ضریب a خود یک عدد صحیح مثبت است، و به n و b وابسته است.
فرمولها برای محاسبهٔ توانهای دو جمله‌ای‌هایی- مثلاً برای {\displaystyle 2<=n<=5} به این صورت آمده‌اند:
{\displaystyle (x+y)^{2}=x^{2}+2xy+y^{2}\,}
{\displaystyle (x+y)^{3}=x^{3}+3x^{2}y+3xy^{2}+y^{3}\,}
{\displaystyle (x+y)^{4}=x^{4}+4x^{3}y+6x^{2}y^{2}+4xy^{3}+y^{4}\,}
{\displaystyle (x+y)^{5}=x^{5}+5x^{4}y+10x^{3}y^{2}+10x^{2}y^{3}+5xy^{4}+y^{5}\,}
هدف این است که فرمولی برای {\displaystyle (x+y)^{n}} که در آن n عدد طبیعی است بدست آوریم. در این‌جا قضیه دو جمله‌ای را بیان و ثابت می‌کنیم.

## قضیه دو جمله‌ای

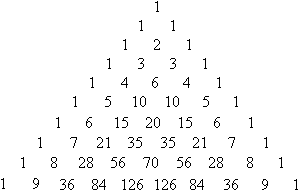
بسط دوجمله‌ای

اگر n عدد طبیعی باشد، آنگاه
{\displaystyle (x+y)^{n}=\sum _{k=0}^{n}{n \choose k}x^{n-k}y^{k}\quad \quad \quad (1)}
که:{\displaystyle {n \choose k}={\frac {n!}{k!\,(n-k)!}}} ضریب دوجمله‌ای است و !n فاکتوریل n را بیان می‌کند. این فرمول و آرایش مثلثی ضرایب ثابت دو جمله‌ای که به مثلث پاسکال نسبت داده می‌شود (کسی که در قرن هفدهم آنها را توصیف کرده اما اینها توسط ریاضیدانان زیادی زودتر از او کشف شده بود در قرن یازدهم توسط عمر خیام ریاضیدان ایرانی، در قرن سیزدهم توسط یانگ هو ریاضیدان چینی)
در این‌جا همهٔ x و yهای حقیقی و مختلط صدق می‌کند و به‌طور کلی تر برای مقادیر x و y به طوری که xy=yx باشد

## اثبات
یک روش برای اثبات قضیه دو جمله ای، استقرای ریاضی است وقتی که n = ۰ است ما داریم
{\displaystyle (a+b)^{0}=1=\sum _{k=0}^{0}{0 \choose k}a^{0-k}b^{k}.}
برای گام استقرا فرض می‌کنیم که قضیه برای m درست، آنگاه n = m + 1
{\displaystyle (a+b)^{m+1}=a(a+b)^{m}+b(a+b)^{m}\,}
{\displaystyle =\sum _{k=0}^{m}{m \choose k}a^{m-k+1}b^{k}+\sum _{j=0}^{m}{m \choose j}a^{m-j}b^{j+1}}
{\displaystyle =a^{m+1}+\sum _{k=1}^{m}{m \choose k}a^{m-k+1}b^{k}+\sum _{j=0}^{m}{m \choose j}a^{m-j}b^{j+1}}
{\displaystyle =a^{m+1}+\sum _{k=1}^{m}{m \choose k}a^{m-k+1}b^{k}+\sum _{k=1}^{m+1}{m \choose k-1}a^{m-k+1}b^{k}}
{\displaystyle =a^{m+1}+\sum _{k=1}^{m}{m \choose k}a^{m-k+1}b^{k}+\sum _{k=1}^{m}{m \choose k-1}a^{m+1-k}b^{k}+b^{m+1}}
{\displaystyle =a^{m+1}+b^{m+1}+\sum _{k=1}^{m}\left[{m \choose k}+{m \choose k-1}\right]a^{m+1-k}b^{k}}
{\displaystyle =a^{m+1}+b^{m+1}+\sum _{k=1}^{m}{m+1 \choose k}a^{m+1-k}b^{k}}
{\displaystyle =\sum _{k=0}^{m+1}{m+1 \choose k}a^{m+1-k}b^{k}}

### اعداد دو جمله‌ای
یک عدد از فرم {\displaystyle \scriptstyle x^{n}\,\pm \,y^{n}}بدست می‌آید یک عدد دو جمله‌ای است که n نا منفی یا فرد است وقتی که n منفی یا فرد است می‌توان از این اعداد فاکتورگیری کرد

### یک روش ساده برای بسط دادن دو جمله‌ای‌ها
برای بسط دادن دو جمله ای های به فرم:{\displaystyle (x+y)^{n}\,}
عبارت اول:{\displaystyle x^{n}\,} است و ضریب ثابت عبارت بعدی برابراست با ضرب ضریب ثابت فعلی در توان x تقسیم بر تعداد عبارت موجود، توان x کاهش و توان y افزایش میابد تا این که توان x به صفر و توان y به n برسد
برای مثال:
{\displaystyle (x+y)^{10}\,}
عبارت اول:{\displaystyle x^{10}\,}
برای یافتن ضریب دومین عبارت: ضرب ۱ (ضریب ثابت فعلی) در ۱۰ (توان فعلی x)و تقسیم بر تعداد عبارت موجود (۱، چون یک عبارت وجود دارد) پس حاصل ۱۰ بدست می‌آید:{\displaystyle 10x^{9}y\,}
به همین شکل ضریب ثابت بعدی ۲/(۱۰×۹) و به همین روش ادامه می‌دهیم تا اینکه توان y برابر ۱۰ و توان x برابر صفر شود
{\displaystyle x^{10}+10x^{9}y+45x^{8}y^{2}+120x^{7}y^{3}+210x^{6}y^{4}+252x^{5}y^{5}+210x^{4}y^{6}+120x^{3}y^{7}+45x^{2}y^{8}+10xy^{9}+y^{10}.}
متوجه می‌شوید که ضرایب ثابت متقارن هستند این زمانی اتفاق می‌افتد که ضرایب ثابت x و y در پرانتز عبارت اصلی یکی باشند پی بردن به این نکته می‌تواند در صرفه جویی در وقت کمک کند
ظاهراً عبارت بعدی، عبارت:{\displaystyle kx^{m}y^{n}\,} در دو جمله ای ها برابراست با
{\displaystyle {\frac {km}{n+1}}x^{m-1}y^{n+1}={\frac {d}{dx}}\left(\int kx^{m}y^{n}\,dy\right)}